# Aureliano Álvarez-Coque de Blas
Aureliano Álvarez-Coque de Blas (Madrid, 1877 - Mèxic, 1950) va ser un militar espanyol, Diplomat d'Estat Major i professor de l'Acadèmia d'Infanteria. En esclatar la Guerra Civil Espanyola va romandre lleial al govern republicà. Cap d'Estat Major republicà durant una etapa de la guerra.

## Biografia
Álvarez-Coque va néixer a Madrid en 1877. Va prendre part en la campanya de Cuba com a tinent de l'arma d'infanteria (1895 – 1898). En 1903 va ser ascendit a capità i en 1905 va ingressar en la Escola Superior de Guerra, diplomant-se d'Estat Major en 1910. Va servir en 1911 com a agregat militar en l'Ambaixada d'Espanya a Viena. En 1912 va ser destinat com a professor de l'Acadèmia d'Infanteria de Toledo. En 1924, va ascendir a tinent coronel i va ser destinat al Marroc on va assumir, en 1925, el comandament de la Mehal-la Jalifiana de Tetuan, contingent de tropes indígenes que va participar en accions ofensives de la Guerra del Rif posteriors al desembarcament d'Alhucemas. En 1927 va ascendir a coronel per mèrits de guerra i va ser nomenat cap d'Intervencions de Melilla fins que va ser traslladat a la Península en 1930. En 1931, després de la proclamació de la Segona República Espanyola, va ser destinat a l'Estat Major del Ministeri de la Guerra.

### Guerra Civil
L'agost de 1936, una vegada iniciada la Guerra Civil (18 de juliol de 1936), va ocupar el comandament militar republicà de Toledo i va iniciar el Setge de l'Alcàsser. Després de diversos frustrats assalts, Álvarez-Coque va sofrir un accident d'automòbil i va ser rellevat el 2 de setembre pel comandant Antonio Rúbert de la Iglesia.
El novembre de 1936 va dirigir el sector Moncloa-Passeig Rosers de la defensa de Madrid, sota el comandament del General Miaja.En la reorganització de les Forces de Defensa de Madrid del 27 de novembre va quedar al comandament d'un dels quatre sectors de la Defensa (els altres tres al comandament de Kléber, Mena i Lister). El 2 de gener de 1937 va ser nomenat Cap d'Estat Major de l'Exèrcit del Centre comandat pel general Sebastián Pozas Perea. Al febrer del mateix any va participar en la batalla del Jarama, al comandament de l'Agrupació de Reserva en la qual es va enquadrar la XIII Brigada Internacional. Posteriorment va ser destinat al reorganitzat Estat Major Central la prefectura del qual estava a càrrec del General Toribio Martínez Cabrera. En cessar aquest, el 13 de març de 1937, Álvarez-Coque el va substituir fins al nomenament del Coronel Vicent Rojo Lluch el 20 de maig de 1937.
Una de les accions més controvertides del període d'Álvarez-Coque al comandament de l'Estat Major Central va ser la preparació d'un pla per a desencadenar una ofensiva sobre Extremadura, operació que no es va dur a terme a conseqüència de la substitució de Francisco Largo Caballero en la Presidència de Govern.

### Etapa en l'exili
A inicis de 1939, l'exèrcit franquista va ocupar Catalunya i Álvarez-Coque es va exiliar a França, per a traslladar-se a Mèxic on va viure fins a la seva defunció en 1950. Allí va col·laborar amb el Govern de la República Espanyola en l'exili en la formació de quadres militars utilitzables en el futur. Aquests plans es van veure frustrats després de la no intervenció dels aliats a Espanya després de la Segona Guerra Mundial.
Álvarez-Coque va ser reconegut com a especialista en tàctica militar, escrivint diverses obres sobre la matèria, la més divulgada d'elles la Historia Militar, en col·laboració amb Juan de Castro, obra publicada en 1921 que va ser declarada com a llibre de text per a les Acadèmies d'Infanteria i d'Artilleria.